# Visolaje
Visolaje és un poble i municipi d'Eslovàquia que es troba a la regió de Trenčín. La primera menció escrita de la vila es remunta al 1327.

## Demografia
| Godina             | 1994 | 2004   | 2014   | 2024   |
| ------------------ | ---- | ------ | ------ | ------ |
| Nombre de persones | 908  | 947    | 911    | 960    |
| Diferència         |      | +4,29% | −3,80% | +5,37% |

| Godina             | 2023 | 2024   |
| ------------------ | ---- | ------ |
| Nombre de persones | 981  | 960    |
| Diferència         |      | −2,14% |